# Desulfurellaceae
Die Desulfurellaceae bilden eine Familie innerhalb der Deltaproteobacteria und sind das einzige Mitglied der Ordnung Desulfurellales.  Wie fast alle Pseudomonadota (Proteobakterien) sind die Arten gramnegativ. Die Zellen sind stäbchenförmig und meist durch ein einziges polares (endständiges) Flagellum beweglich. Es handelt sich um anaerobe, chemoorganotrophe oder auch chemolithoautotroph Bakterien. Die Arten von Desulfurellaceae sind Schwefelreduzierer, im Stoffwechsel wandeln sie elementaren Schwefel in Schwefelwasserstoff um. Ein weiteres Merkmal ist das Fehlen von Cytochromen, obwohl ein Atmungsstoffwechsel durchgeführt wird.

## Ökologie
Alle Arten sind thermophil, das beste Wachstum erfolgt bei Temperaturen zwischen 50 und 60 °C. Habitate sind Meerwasser und geothermisch erhitztes, schwefelhaltiges Süßwasser. Durch die Reduktion von Schwefel, Polysulfiden oder Thiosulfat zu Schwefelwasserstoff sind sie wichtig für den Schwefelkreislauf.

## Stoffwechsel
Die Arten von Desulfurellaceae zählen zu den schwefelreduzierenden Bakterien, die auch als Schwefelatmer bezeichnet werden. Es handelt sich um einen anaeroben Atmungsstoffwechsel. Anstatt Sauerstoff bei der aeroben Atmung dienen elementarer Schwefel oder Polysulfide als Elektronenakzeptor. Elektronendonatoren sind einfache organische Verbindungen, sie werden vollständig durch den Citronensäurezyklus zu Kohlendioxid oxidiert. Die Schwefelverbindungen werden zu Sulfid bzw. Schwefelwasserstoff reduziert. Desulfurella propionica reduziert auch Thiosulfat.
Dieser Stoffwechselweg entspricht weitgehend der Desulfurikation, nur dass ausschließlich elementarer Schwefel (auch Thiosulfat und Polysulfide) genutzt wird. Bei der Desulfurikation, auch als dissimilatorische Sulfat-Reduzierung bezeichnet, dient hauptsächlich Sulfat, bei verschiedenen Arten auch Sulfit, Thiosulfit und auch elementarer Schwefel als Akzeptor. Das Endprodukt ist ebenfalls Schwefelwasserstoff. Im Gegensatz zu den Sulfat-Reduzierenden Bakterien (engl.: Sulfat-Reducing Prokaryotes) spricht man bei den Desulfurellaceae somit von schwefelreduzierenden Bakterien (engl.: Sulfur-Reducing Prokaryotes). Das Präfix desulfur bezieht sich auf den elementaren Schwefel (Sulfur).
Desulfurella multipotens ist chemolithoautotroph, sie benötigt zum Wachstum ausschließlich CO2, H2 und elementaren Schwefel. Wenn vorhanden, nutzt sie aber auch organische Verbindungen wie Acetat, Pyruvat, Butyrat und gesättigte Fettsäuren. Die als Elektronendonatoren verwendeten organischen Verbindungen werden meist vollständig zu CO2 oxidiert.
Hippea maritima ist chemolithotroph, es nutzt H2 und Schwefel, benötigt aber organische Stoffe als Elektronendonatoren und Kohlenstoffquelle. Genutzte organische Verbindungen sind z. B. Acetat, Pyruvat und gesättigte Fettsäuren.
Einige Arten besitzen auch die Fähigkeit zur Fermentation als Energiestoffwechselweg.

## Systematik
Die Familie besteht aus folgenden Gattungen und Arten:
- Desulfurella Bonch-Osmolovskaya et al. 1993
  - Desulfurella acetivorans Bonch-Osmolovskaya et al. 1993
  - Desulfurella kamchatkensis Miroshnichenko et al. 1998
  - Desulfurella multipotens Miroshnichenko et al. 1996
  - Desulfurella propionica Miroshnichenko et al. 1998
- Hippea Miroshnichenko et al. 1999
  - Hippea maritima Miroshnichenko et al. 1999